# Vertikaler Gentransfer
Mit vertikalem Gentransfer (VGT) bezeichnet man die Übertragung bzw. Weitergabe eines Gens bzw. von Erbmaterial von einem Individuum an einen Nachkommen, also die Weitergabe entlang der (vertikalen) Abstammungslinie (Vererbung). 
Dies ist bei der klassischen Kreuzung oder zwischen nah verwandten Wildpflanzen der Fall, wenn sich zwei Pflanzen auf sexuellem Wege kreuzen und die rekombinierten Gene an die folgenden Generationen weitergegeben werden. 
Der vertikale Gentransfer ist eine Form der vertikalen Transmission.